# Joe Kocur
Joseph George "Joey" Kocur, född 21 december 1964, är en ukrainskättad kanadensisk före detta professionell ishockeyspelare från Calgary, Alberta, Kanada. Han är mest känd för att vara ena halvan av "Bruise Brothers", den andre är Bob Probert när de spelade tillsammans i Detroit Red Wings.
Kocur är känd för sitt fysiska spel och är en av NHL:s mest utvisade spelare genom tiderna med 2519 utvisningsminuter under sin karriär med Detroit Red Wings, New York Rangers och Vancouver Canucks. Kocur lade av efter säsongen 1998–99. Han arbetade som videotränare åt Scotty Bowman från 2000–01 fram till Bowmans pension efter säsongen 2001–02. Under den nye tränaren Dave Lewis utsågs Kocur till hjälptränare tillsammans med Barry Smith. Den nuvarande tränaren Mike Babcock har inte anställt Kocur.
Han är farbror till Chandler Stephenson som spelar själv i NHL.

## Höjdpunkter
- 1994 Stanley Cup-mästare med New York Rangers
- 1997 Stanley Cup-mästare med Detroit Red Wings
- 1998 Stanley Cup-mästare med Detroit Red Wings
- 2002 Stanley Cup-mästare med Detroit Red Wings (som ledare)